# Hilton Alexandria Mark Center
L'Hilton Alexandria Mark Center est un gratte-ciel d'Alexandria aux États-Unis construit en 1985. D'une hauteur de 103 mètres, il abrite un hôtel de la chaine Hilton Hotels & Resorts